# Sofia Åkerman
Sofia Kristina Åkerman, född 21 mars 1984, är en svensk författare, föreläsare, jurist och sjuksköterska. Hon led av ätstörningar och svårt självskadebeteende under sin tonårstid och har senare arbetat för att sprida kunskap och förståelse för dessa problem. 
Åkerman har särskilt engagerat sig i vården av unga kvinnor som tvångsvårdas på rättspsykiatriska kliniker utan att vara dömda för brott. Under 2008 var hon en av fem initiativtagare till föreningen SHEDO (Self Harm and Eating Disorders Organisation) och var dess styrelseordförande under de första tre verksamhetsåren.. Hon är numera inte engagerad i föreningen, men stödjer dess verksamhet.
Åkerman påbörjade doktorandstudier i hälso- och sjukvårdsjuridik vid Lunds universitet under våren 2019. Hon var sedan tidigare amanuens vid Juridiska institutionen på samma universitet och medförfattare till en vetenskaplig artikel. Hon föreläser inte längre om sina egna erfarenheter av självskadebeteende då det nu ligger många år tillbaka i tiden men har 2020 publicerat en självbiografisk bok med titeln Ärr för livet.

## Slutstation rättspsyk
Slutstation rättspsyk (skriven tillsammans med Thérèse Eriksson) gavs ut den 16 november 2011 på bokförlaget Natur & Kultur. Boken handlar om författarnas engagemang för unga kvinnor som tvångsvårdas inom rättspsykiatrin utan att vara dömda för brott. I boken avslöjas hur rättspsykiatriska regionkliniken i Sundsvall under flera år använt olagliga tvångsåtgärder och behandlingsmetoder i vården av kvinnorna, utan att någon myndighet ingripit. Stark kritik riktas mot Socialstyrelsen.